# Alcatel One Touch X'Pop
De Alcatel One Touch X'Pop is een smartphone van het Franse bedrijf Alcatel-Lucent en werd geïntroduceerd in januari 2013. Het toestel is het vlaggenschip van de Go Pop-serie, een lijn van goedkope smartphones waartoe ook de M'Pop, de T'Pop en de S'Pop behoren.

## Buitenkant
De X'Pop wordt bediend door middel van een capacitief touchscreen. Dit tft-scherm heeft een resolutie van 960 bij 540 pixels en een schermdiagonaal van 4,5 inch, wat uitkomt op 245 pixels per inch. De X'Pop is 10,9 millimeter dik. Aan de achterkant bevinden zich een camera en een flitser en aan de voorkant een camera met VGA-resolutie voor videobellen.

## Binnenkant
De smartphone maakt gebruik van het besturingssysteem Android 4.1.2, ook wel "Jelly Bean" genoemd, hoewel Alcatel-Lucent heeft gezegd dat de telefoon te updaten is naar versie 4.2.2 als die wordt uitgebracht. De telefoon beschikt over een dualcore-processor van MediaTek geklokt op 1 GHz. Het heeft een werkgeheugen van 512 MB en een opslaggeheugen van 4 GB, wat uitgebreid kan worden via een microSD-kaart. De telefoon heeft een 1800 mAh Li-ionbatterij.